# 池田太郎
池田 太郎（いけだ たろう、1940年 - ）は、日本の脚本家。日本シナリオ作家協会員。

## 人物
- 1940年生まれ。東京学芸大学教育心理科卒業[1]。東京都の公立小学校教員（知的障害、情緒障害学級）として31年間勤務。勤務の傍らシナリオコンクールに応募[1]。1978年、「冬の独立」で第17回日本シナリオ作家協会シナリオコンクール入選[2]。1983年、『夢の町の殺人者−死は我が友-』で第9回城戸賞準入選[3]。後に、脚本家として専念する。

## 脚本を担当した映画・テレビドラマ
- 映画
  - 熊井啓監督「ひかりごけ」（共同脚本、1992年）
  - 熊井啓監督「愛する」（脚本協力、1997年）
  - 熊井啓監督「日本の黒い夏─冤罪」（脚本協力、2000年）
  - 斉藤耕一監督「おにぎり」（共同脚本、2004年）
  - 大澤豊監督「日本の青空」（2007年）
  - 山田火砂子監督「大地の詩 -留岡幸助物語-」（2011年、共同脚本）
  - 未映画化作品「破獄」（原作：吉村昭、共同脚本：熊井啓・2007年）
- テレビドラマ
  - 「鬼平犯科帳シリーズ」（1982年）
  - 「リトルステップ－命の限り踊りたい－」（1990年）
  - 「死刑台のロープウェイ」（2001年）
  - 「南洲翁異聞」（2008年）
- テレビドキュメンタリー
  - 「親の目　子の目」（テレビ朝日）

## 戯曲
- 「世紀末同窓会」（劇団櫂、1991年2月8日から2月11日、渋谷ジァン・ジァン）[4]
- 「辻立ち路通・芭蕉異聞」（父・池田生二が独演）
- 斎藤耕一シリーズ「拝啓ヒッチコック様」（劇団櫂）
- 斎藤耕一シリーズ「川越コットンクラブ」（劇団櫂）
- 「光る島・長谷川平蔵と人足寄場物語」（シアターX、2003年）

## 著書
- 『こんとん君立ちなさい—タロウ先生の特殊教育漂流』（有斐閣、1983年）
- 『ディスコミュニケーションを生きる』（子どもの未来社、2005年）
- 『小説 岸信介 常在戦場』（社会評論社、2014年）
- 映画評論『報知新聞 邦画評』（１年間）